# Blanki (wieś)

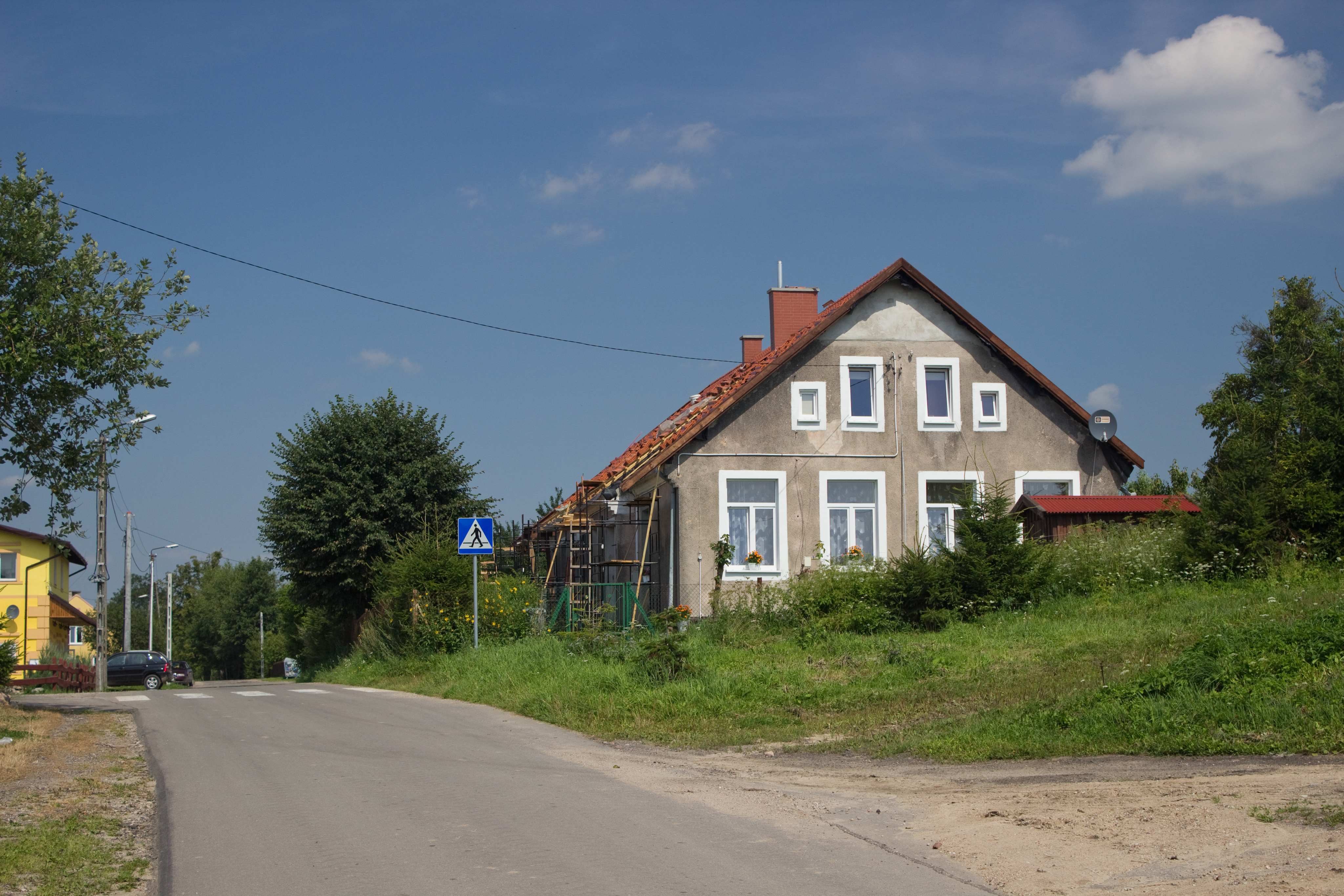
Blanki, zabudowa

Blanki (niem. Blankensee) – wieś w Polsce położona w województwie warmińsko-mazurskim, w powiecie lidzbarskim, w gminie Lidzbark Warmiński. W latach 1975–1998 miejscowość administracyjnie należała do województwa olsztyńskiego. Wieś znajduje się w historycznym regionie Warmia.
Wieś oddalona jest 16 km od Lidzbarka Warmińskiego i 45 km od Olsztyna. Położona na terenie pagórkowatym, nad malowniczym jeziorem Blanki (na północ od jeziora). We wsi znajduje się kościół rzymskokatolicki, oraz sklep spożywczo-przemysłowy, a także dwa bary działające okazjonalnie (na zamówienie). Miejscowość bardzo atrakcyjna turystycznie. Dość dobrze rozwinięta baza noclegowa - pensjonat i kilka gospodarstw agroturystycznych.

## Historia
Wieś założył w pierwszej połowie XIV wieku wójt krajowy Henryk von Luter. W 1363 Blanki uzyskały z rąk biskupa warmińskiego Jana Stryprocka akt lokacji na prawie chełmińskim. Wieś w tym czasie miała powierzchnię 54,5 włóki. W akcie lokacji przewidziano budowę kościoła, ale parafia utworzona została w 1437.
Wieś została zniszczona w czasie wojny polsko-krzyżackiej 1519-1521. W 1783 r. we wsi były 83 domy. W 1818 r. we wsi mieszkało 250 osób, w 1939 r. - 349.
Po 1945 r. Blanki były wsią sołecka. W 1998 r. we wsi było 241 mieszkańców.

## Zabytki
- Kościół pw. św. Michała Archanioła z początków XV w. Wieża dobudowana w 1870 r. Kościół remontowany był w 1892 r., 1964 r. oraz 1974 r. Wystój wnętrza - barokowy. Kościół filialny parafii w Żegotach.